# La Brea (Trinidad y Tobago)
La Brea es una localidad de Trinidad y Tobago, que forma parte de la región de Siparia.

## Toponimia
La Brea (cuyo nombre proviene de la palabra española usada para designar al Alquitrán) es más conocida como la región de Pitch Lake, un lago de asfalto natural. La pronunciación de "La Brea" difiere de la utilizada en los EE. UU. en el "La Brea Tar Pits" en Los Ángeles. Los trinitarios llaman a este lugar "La Bray."

## Geografía
La localidad abarca parte de la isla Trinidad y limita al norte con el golfo de Paria, al sur con Sobo Village, al este con Point d'Or y Chinese Village y al oeste con Brighton.

## Demografía
Datos demográficos de la localidad de La Brea:
| Gráfica de evolución demográfica de La Brea entre 2000 y 2011 |
|                                                               |